# Typhlops hypogius
Typhlops hypogius este o specie de șerpi din genul Typhlops, familia Typhlopidae, descrisă de Savage 1950. Conform Catalogue of Life specia Typhlops hypogius nu are subspecii cunoscute.